# 29463 Benjaminpeirce
29463 Benjaminpeirce este un asteroid din centura principală de asteroizi.

## Descriere
29463 Benjaminpeirce este un asteroid din centura principală de asteroizi. A fost descoperit pe 2 octombrie 1997 la Prescott (Arizona) de Paul G. Comba. Asteroidul prezintă o orbită caracterizată de o semiaxă mare de 2,66 ua, o excentricitate de 0,06 și o înclinație de 14,6° în raport cu ecliptica.